# Bob Christo
Bob Christo (* um 1940 als Robert John Christo; † 20. März 2011 in Bangalore, Karnataka) war ein australischer Schauspieler des Hindi-Films.

## Leben
Bob Christo war Bauingenieur und hatte seinen ersten Kontakt mit der Filmbranche beim Bau von Filmsets. Bauprojekte brachten ihn nach Rhodesien, Südafrika und Oman. Als er auf eine omanische Arbeitserlaubnis wartete, musste er außer Landes sein und ging daher 1977 nach Bombay. Durch Zufall kam er dort wieder mit Filmschaffenden in Berührung und debütierte in einer Schurkenrolle in Sanjay Khans Abdullah (1980).
Als Weißer mit muskulösem Körper und rasiertem Schädel war er für Negativ- und Gewaltrollen prädestiniert, verkörperte aber auch britische Offiziere in Historienfilmen. Neben Tom Alter, der wegen seines fließenden Hindis ein größeres Rollenspektrum abdecken konnte, und seiner Landsfrau Nadia war Christo der einzige Ausländer, der eine beträchtliche Anzahl Rollen in indischen Filmen gespielt hat.
Bob Christo trat zuletzt 2003 in einem Film auf und arbeitete danach als Yoga-Lehrer in Bangalore. Er war verheiratet und hatte fünf Kinder.
Christo starb im Alter von 72 Jahren an einem Herzinfarkt.